# Т'єркверд
Т'єркверд (нід. Tjerkwerd) — село в нідерландській провінції Фрисландія. Входить до муніципалітету Південно-Західна Фрисландія.
Його площа становить 12,05км², а населення станом на 2021 рік складало 450 осіб.
Перша згадка про населений пункт датується 13-им сторіччям.

## Галерея

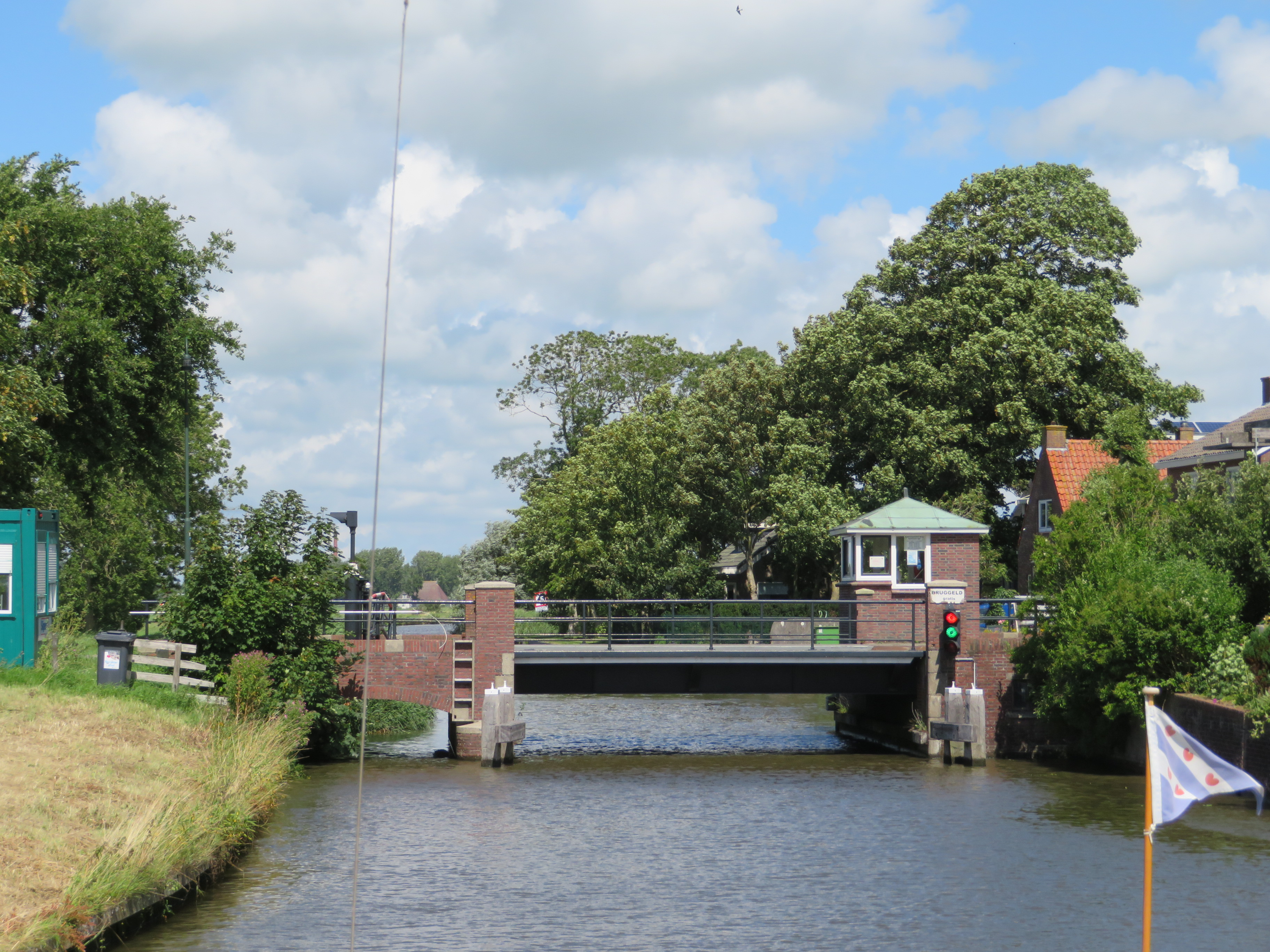
Міст у Т'єркверді
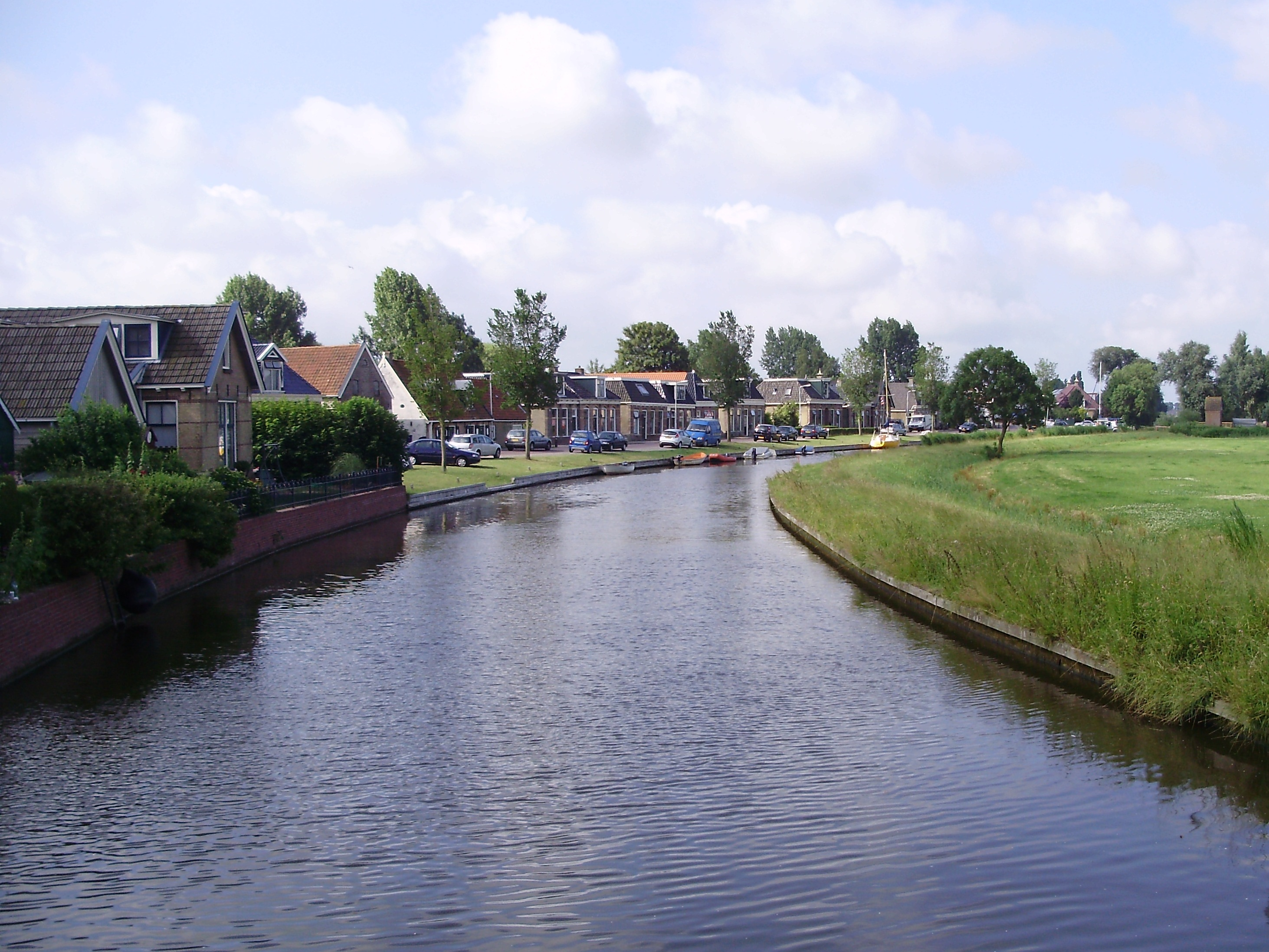
Вид на канал
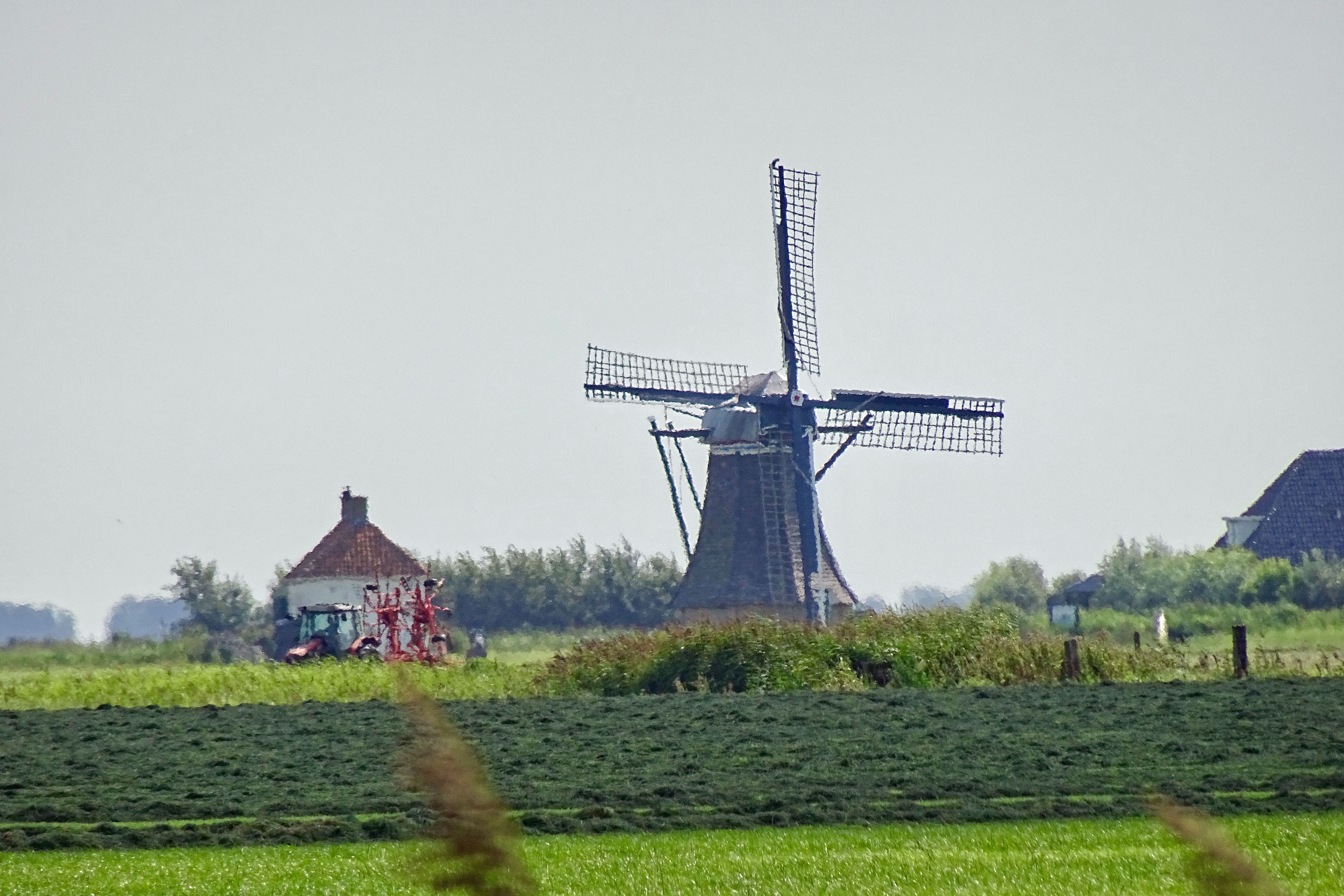
Вітряк у селі
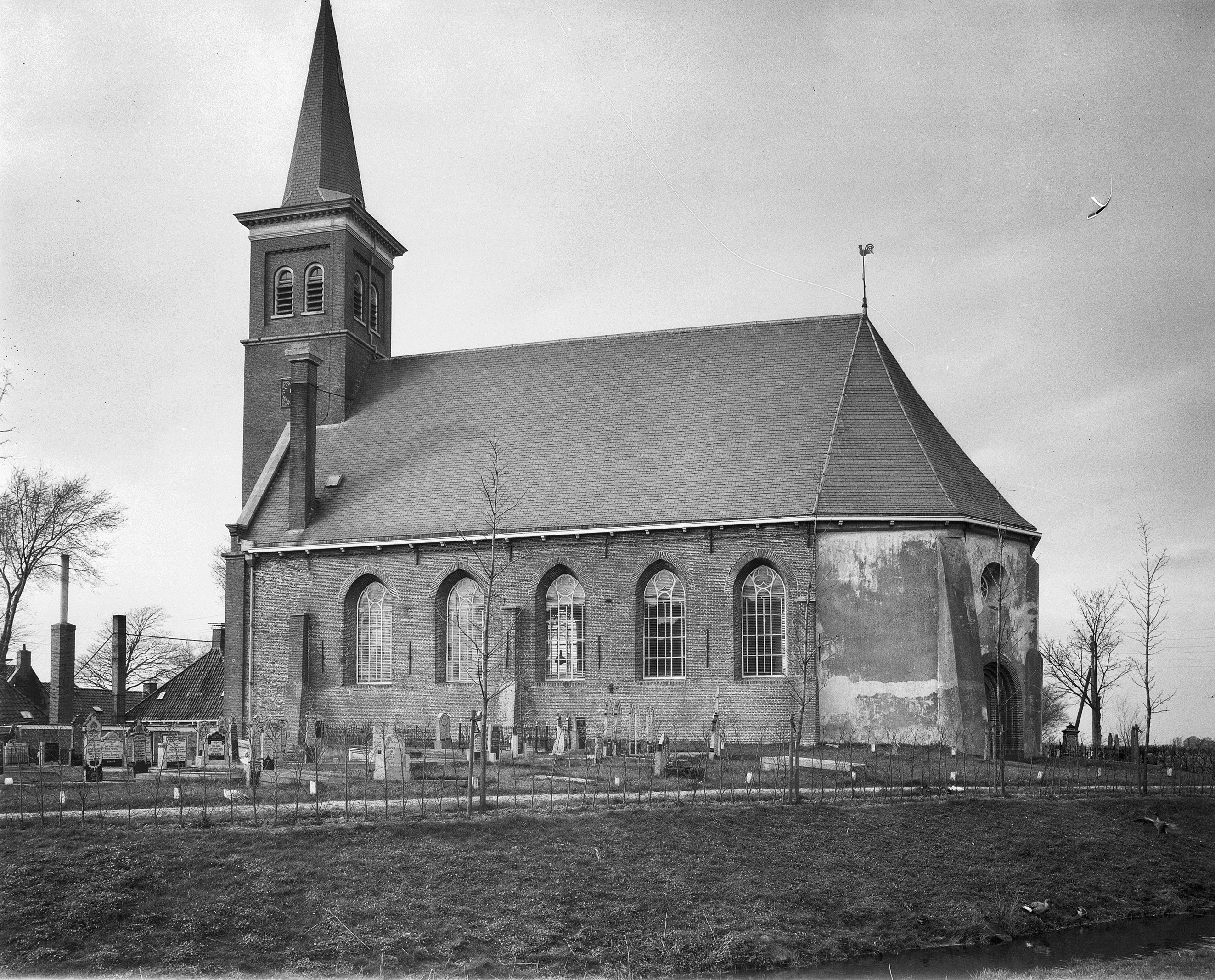
Церква у Т'єркверді